# Folie suisse
Pour plus de détails, voir Fiche technique et Distribution.
Folie suisse est un film suisso-canadien réalisé par Christine Lipinska, sorti en 1985.

## Fiche technique
- Titre : Folie suisse
- Réalisation : Christine Lipinska
- Scénario : Christine Lipinska et Bernard Revon
- Musique : Armande Altaï
- Photographie : Jean Boffety
- Société de production : Marion's Films
- Pays d'origine : Canada - Suisse
- Format : Couleurs
- Durée : 86 minutes
- Date de sortie : 1985

## Distribution
- Richard Bohringer : Adrien Daubigny
- Daniela Silverio : Héloïse
- Jean-François Balmer : Carl
- Marie Rivière : Anna Daubigny
- Aurelle Doazan : Elisabeth
- Philippe Sfez : Charles
- Patrick Bauchau : Federico
- Jacques Spiesser : Le père de Nicolas
- Thierry Magnier : Nicolas
- Armande Altaï : Margarita
- Romane Bohringer